# Mistrzostwa Świata w Hokeju na Lodzie Kobiet 2024 (II Dywizja)
Mistrzostwa Świata w Hokeju na Lodzie Kobiet II Dywizji 2024 rozegrane zostały w dniach 7–13 kwietnia (Dywizja IIA) i 1–7 kwietnia (Dywizja IIB).
Do mistrzostw II Dywizji przystąpiło 12 zespołów, które zostały podzielone na dwie grupy sześciozespołowe. Dywizja II, Grupa A swoje mecze rozgrywała w  Canillo w Andorze, natomiast Dywizja II, Grupa B w Stambule w Turcji. Reprezentacje rywalizowały systemem każdy z każdym.
Hale, w których zorganizowano zawody:
- Andorra Ice Palace w Canillo – Dywizja IIA,
- Zeytinburnu Ice Rink w Stambule – Dywizja IIB.

## Grupa A
Do mistrzostw świata dywizji IB w 2025 z Dywizji IIA awansowała najlepsza reprezentacja. Ostatnia drużyna została zdegradowana do Dywizji IIB.
Wyniki
| 7 kwietnia 2024 | Belgia | 1 : 3 | Chińskie Tajpej | Andorra Ice Palace, Canillo |

| Szczegóły      | Szczegóły | Szczegóły       | Szczegóły | Szczegóły                         |
| -------------- | --------- | --------------- | --------- | --------------------------------- |
| Godzina: 13:00 |           | (0:2, 1:1, 0:0) |           | Sędzia główny: Sędziowie liniowi: |
| Godzina: 13:00 | min. kar  |                 | min. kar  | Sędzia główny: Sędziowie liniowi: |

| 7 kwietnia 2024 | Meksyk | 2 : 4 | Kazachstan | Andorra Ice Palace, Canillo |

| Szczegóły      | Szczegóły | Szczegóły       | Szczegóły | Szczegóły                         |
| -------------- | --------- | --------------- | --------- | --------------------------------- |
| Godzina: 16:30 |           | (0:0, 2:2, 0:2) |           | Sędzia główny: Sędziowie liniowi: |
| Godzina: 16:30 | min. kar  |                 | min. kar  | Sędzia główny: Sędziowie liniowi: |

| 7 kwietnia 2024 | Hiszpania | 8 : 0 | Islandia | Andorra Ice Palace, Canillo |

| Szczegóły      | Szczegóły | Szczegóły       | Szczegóły | Szczegóły                         |
| -------------- | --------- | --------------- | --------- | --------------------------------- |
| Godzina: 20:00 |           | (3:0, 2:0, 3:0) |           | Sędzia główny: Sędziowie liniowi: |
| Godzina: 20:00 | min. kar  |                 | min. kar  | Sędzia główny: Sędziowie liniowi: |

| 8 kwietnia 2024 | Kazachstan | 3 : 0 | Chińskie Tajpej | Andorra Ice Palace, Canillo |

| Szczegóły      | Szczegóły | Szczegóły       | Szczegóły | Szczegóły                         |
| -------------- | --------- | --------------- | --------- | --------------------------------- |
| Godzina: 13:00 |           | (0:0, 2:0, 1:0) |           | Sędzia główny: Sędziowie liniowi: |
| Godzina: 13:00 | min. kar  |                 | min. kar  | Sędzia główny: Sędziowie liniowi: |

| 8 kwietnia 2024 | Islandia | 5 : 2 | Belgia | Andorra Ice Palace, Canillo |

| Szczegóły      | Szczegóły | Szczegóły       | Szczegóły | Szczegóły                         |
| -------------- | --------- | --------------- | --------- | --------------------------------- |
| Godzina: 16:30 |           | (3:0, 1:1, 1:1) |           | Sędzia główny: Sędziowie liniowi: |
| Godzina: 16:30 | min. kar  |                 | min. kar  | Sędzia główny: Sędziowie liniowi: |

| 8 kwietnia 2024 | Hiszpania | 3 : 0 | Meksyk | Andorra Ice Palace, Canillo |

| Szczegóły      | Szczegóły | Szczegóły       | Szczegóły | Szczegóły                         |
| -------------- | --------- | --------------- | --------- | --------------------------------- |
| Godzina: 20:00 |           | (1:0, 0:0, 2:0) |           | Sędzia główny: Sędziowie liniowi: |
| Godzina: 20:00 | min. kar  |                 | min. kar  | Sędzia główny: Sędziowie liniowi: |

| 10 kwietnia 2024 | Kazachstan | 7 : 2 | Islandia | Andorra Ice Palace, Canillo |

| Szczegóły      | Szczegóły | Szczegóły       | Szczegóły | Szczegóły                         |
| -------------- | --------- | --------------- | --------- | --------------------------------- |
| Godzina: 13:00 |           | (5:0, 2:1, 0:1) |           | Sędzia główny: Sędziowie liniowi: |
| Godzina: 13:00 | min. kar  |                 | min. kar  | Sędzia główny: Sędziowie liniowi: |

| 10 kwietnia 2024 | Meksyk | 2 : 1 | Chińskie Tajpej | Andorra Ice Palace, Canillo |

| Szczegóły      | Szczegóły | Szczegóły       | Szczegóły | Szczegóły                         |
| -------------- | --------- | --------------- | --------- | --------------------------------- |
| Godzina: 16:30 |           | (0:0, 1:0, 1:1) |           | Sędzia główny: Sędziowie liniowi: |
| Godzina: 16:30 | min. kar  |                 | min. kar  | Sędzia główny: Sędziowie liniowi: |

| 10 kwietnia 2024 | Hiszpania | 8 : 0 | Belgia | Andorra Ice Palace, Canillo |

| Szczegóły      | Szczegóły | Szczegóły       | Szczegóły | Szczegóły                         |
| -------------- | --------- | --------------- | --------- | --------------------------------- |
| Godzina: 20:00 |           | (4:0, 2:0, 2:0) |           | Sędzia główny: Sędziowie liniowi: |
| Godzina: 20:00 | min. kar  |                 | min. kar  | Sędzia główny: Sędziowie liniowi: |

| 11 kwietnia 2024 | Islandia | 0 : 3 | Meksyk | Andorra Ice Palace, Canillo |

| Szczegóły      | Szczegóły | Szczegóły       | Szczegóły | Szczegóły                         |
| -------------- | --------- | --------------- | --------- | --------------------------------- |
| Godzina: 13:00 |           | (0:0, 0:1, 0:2) |           | Sędzia główny: Sędziowie liniowi: |
| Godzina: 13:00 | min. kar  |                 | min. kar  | Sędzia główny: Sędziowie liniowi: |

| 11 kwietnia 2024 | Belgia | 2 : 9 | Kazachstan | Andorra Ice Palace, Canillo |

| Szczegóły      | Szczegóły | Szczegóły       | Szczegóły | Szczegóły                         |
| -------------- | --------- | --------------- | --------- | --------------------------------- |
| Godzina: 16:30 |           | (0:5, 2:2, 0:2) |           | Sędzia główny: Sędziowie liniowi: |
| Godzina: 16:30 | min. kar  |                 | min. kar  | Sędzia główny: Sędziowie liniowi: |

| 11 kwietnia 2024 | Chińskie Tajpej | 1 : 3 | Hiszpania | Andorra Ice Palace, Canillo |

| Szczegóły      | Szczegóły | Szczegóły       | Szczegóły | Szczegóły                         |
| -------------- | --------- | --------------- | --------- | --------------------------------- |
| Godzina: 20:00 |           | (0:1, 1:1, 0:1) |           | Sędzia główny: Sędziowie liniowi: |
| Godzina: 20:00 | min. kar  |                 | min. kar  | Sędzia główny: Sędziowie liniowi: |

| 13 kwietnia 2024 | Meksyk | 6 : 1 | Belgia | Andorra Ice Palace, Canillo |

| Szczegóły      | Szczegóły | Szczegóły       | Szczegóły | Szczegóły                         |
| -------------- | --------- | --------------- | --------- | --------------------------------- |
| Godzina: 13:00 |           | (1:0, 1:0, 4:1) |           | Sędzia główny: Sędziowie liniowi: |
| Godzina: 13:00 | min. kar  |                 | min. kar  | Sędzia główny: Sędziowie liniowi: |

| 13 kwietnia 2024 | Chińskie Tajpej | 3 : 2 | Islandia | Andorra Ice Palace, Canillo |

| Szczegóły      | Szczegóły | Szczegóły       | Szczegóły | Szczegóły                         |
| -------------- | --------- | --------------- | --------- | --------------------------------- |
| Godzina: 16:30 |           | (1:0, 0:2, 2:0) |           | Sędzia główny: Sędziowie liniowi: |
| Godzina: 16:30 | min. kar  |                 | min. kar  | Sędzia główny: Sędziowie liniowi: |

| 13 kwietnia 2024 | Kazachstan | 5 : 3 | Hiszpania | Andorra Ice Palace, Canillo |

| Szczegóły      | Szczegóły | Szczegóły       | Szczegóły | Szczegóły                         |
| -------------- | --------- | --------------- | --------- | --------------------------------- |
| Godzina: 20:00 |           | (1:1, 1:2, 3:0) |           | Sędzia główny: Sędziowie liniowi: |
| Godzina: 20:00 | min. kar  |                 | min. kar  | Sędzia główny: Sędziowie liniowi: |

Tabela
| Lp. | Zespół          | M | Pkt | Z | Zd | Pd | P | G+ | G- | +/− |
| --- | --------------- | - | --- | - | -- | -- | - | -- | -- | --- |
| 1   | Kazachstan      | 5 | 15  | 5 | 0  | 0  | 0 | 28 | 9  | +19 |
| 2   | Hiszpania       | 5 | 12  | 4 | 0  | 0  | 1 | 25 | 6  | +19 |
| 3   | Meksyk          | 5 | 9   | 3 | 0  | 0  | 2 | 13 | 9  | +4  |
| 4   | Chińskie Tajpej | 5 | 6   | 2 | 0  | 0  | 3 | 8  | 11 | −3  |
| 5   | Islandia        | 5 | 3   | 1 | 0  | 0  | 4 | 9  | 23 | −14 |
| 6   | Belgia          | 5 | 0   | 0 | 0  | 0  | 5 | 6  | 31 | −25 |

     = awans do Dywizji I, Grupy B

     = utrzymanie w Dywizji II, Grupie A

     = spadek do Dywizji II, Grupy B

## Grupa B
Do mistrzostw świata dywizji IIA w 2025 awansował zwycięzca turnieju. Najsłabsza drużyna spadła do Dywizji IIIA.
Wyniki
| 1 kwietnia 2024 | Nowa Zelandia | 1 : 5 | Korea Północna | Zeytinburnu Ice Rink, Stambuł |

| Szczegóły      | Szczegóły | Szczegóły       | Szczegóły | Szczegóły                         |
| -------------- | --------- | --------------- | --------- | --------------------------------- |
| Godzina: 13:00 |           | (0:2, 0:2, 1:1) |           | Sędzia główny: Sędziowie liniowi: |
| Godzina: 13:00 | min. kar  |                 | min. kar  | Sędzia główny: Sędziowie liniowi: |

| 1 kwietnia 2024 | Hongkong | 6 : 0 | Południowa Afryka | Zeytinburnu Ice Rink, Stambuł |

| Szczegóły      | Szczegóły | Szczegóły       | Szczegóły | Szczegóły                         |
| -------------- | --------- | --------------- | --------- | --------------------------------- |
| Godzina: 16:30 |           | (4:0, 1:0, 1:0) |           | Sędzia główny: Sędziowie liniowi: |
| Godzina: 16:30 | min. kar  |                 | min. kar  | Sędzia główny: Sędziowie liniowi: |

| 1 kwietnia 2024 | Australia | 6 : 2 | Turcja | Zeytinburnu Ice Rink, Stambuł |

| Szczegóły      | Szczegóły | Szczegóły       | Szczegóły | Szczegóły                         |
| -------------- | --------- | --------------- | --------- | --------------------------------- |
| Godzina: 20:30 |           | (2:1, 2:1, 2:0) |           | Sędzia główny: Sędziowie liniowi: |
| Godzina: 20:30 | min. kar  |                 | min. kar  | Sędzia główny: Sędziowie liniowi: |

| 2 kwietnia 2024 | Korea Północna | 14 : 0 | Południowa Afryka | Zeytinburnu Ice Rink, Stambuł |

| Szczegóły      | Szczegóły | Szczegóły       | Szczegóły | Szczegóły                         |
| -------------- | --------- | --------------- | --------- | --------------------------------- |
| Godzina: 13:00 |           | (3:0, 4:0, 7:0) |           | Sędzia główny: Sędziowie liniowi: |
| Godzina: 13:00 | min. kar  |                 | min. kar  | Sędzia główny: Sędziowie liniowi: |

| 2 kwietnia 2024 | Australia | 4 : 0 | Nowa Zelandia | Zeytinburnu Ice Rink, Stambuł |

| Szczegóły      | Szczegóły | Szczegóły       | Szczegóły | Szczegóły                         |
| -------------- | --------- | --------------- | --------- | --------------------------------- |
| Godzina: 16:30 |           | (0:0, 2:0, 2:0) |           | Sędzia główny: Sędziowie liniowi: |
| Godzina: 16:30 | min. kar  |                 | min. kar  | Sędzia główny: Sędziowie liniowi: |

| 2 kwietnia 2024 | Turcja | 0 : 2 | Hongkong | Zeytinburnu Ice Rink, Stambuł |

| Szczegóły      | Szczegóły | Szczegóły       | Szczegóły | Szczegóły                         |
| -------------- | --------- | --------------- | --------- | --------------------------------- |
| Godzina: 20:30 |           | (0:1, 0:0, 0:1) |           | Sędzia główny: Sędziowie liniowi: |
| Godzina: 20:30 | min. kar  |                 | min. kar  | Sędzia główny: Sędziowie liniowi: |

| 4 kwietnia 2024 | Nowa Zelandia | 14 : 0 | Południowa Afryka | Zeytinburnu Ice Rink, Stambuł |

| Szczegóły      | Szczegóły | Szczegóły       | Szczegóły | Szczegóły                         |
| -------------- | --------- | --------------- | --------- | --------------------------------- |
| Godzina: 13:00 |           | (6:0, 2:0, 6:0) |           | Sędzia główny: Sędziowie liniowi: |
| Godzina: 13:00 | min. kar  |                 | min. kar  | Sędzia główny: Sędziowie liniowi: |

| 4 kwietnia 2024 | Australia | 6 : 0 | Hongkong | Zeytinburnu Ice Rink, Stambuł |

| Szczegóły      | Szczegóły | Szczegóły       | Szczegóły | Szczegóły                         |
| -------------- | --------- | --------------- | --------- | --------------------------------- |
| Godzina: 16:30 |           | (2:0, 4:0, 0:0) |           | Sędzia główny: Sędziowie liniowi: |
| Godzina: 16:30 | min. kar  |                 | min. kar  | Sędzia główny: Sędziowie liniowi: |

| 4 kwietnia 2024 | Korea Północna | 7 : 1 | Turcja | Zeytinburnu Ice Rink, Stambuł |

| Szczegóły      | Szczegóły | Szczegóły       | Szczegóły | Szczegóły                         |
| -------------- | --------- | --------------- | --------- | --------------------------------- |
| Godzina: 20:30 |           | (4:1, 3:0, 0:0) |           | Sędzia główny: Sędziowie liniowi: |
| Godzina: 20:30 | min. kar  |                 | min. kar  | Sędzia główny: Sędziowie liniowi: |

| 5 kwietnia 2024 | Południowa Afryka | 0 : 14 | Australia | Zeytinburnu Ice Rink, Stambuł |

| Szczegóły      | Szczegóły | Szczegóły       | Szczegóły | Szczegóły                         |
| -------------- | --------- | --------------- | --------- | --------------------------------- |
| Godzina: 13:00 |           | (0:5, 0:5, 0:4) |           | Sędzia główny: Sędziowie liniowi: |
| Godzina: 13:00 | min. kar  |                 | min. kar  | Sędzia główny: Sędziowie liniowi: |

| 5 kwietnia 2024 | Hongkong | 1 : 2 | Korea Północna | Zeytinburnu Ice Rink, Stambuł |

| Szczegóły      | Szczegóły | Szczegóły       | Szczegóły | Szczegóły                         |
| -------------- | --------- | --------------- | --------- | --------------------------------- |
| Godzina: 16:30 |           | (0:1, 0:0, 1:1) |           | Sędzia główny: Sędziowie liniowi: |
| Godzina: 16:30 | min. kar  |                 | min. kar  | Sędzia główny: Sędziowie liniowi: |

| 5 kwietnia 2024 | Turcja | 2 : 1 | Nowa Zelandia | Zeytinburnu Ice Rink, Stambuł |

| Szczegóły      | Szczegóły | Szczegóły       | Szczegóły | Szczegóły                         |
| -------------- | --------- | --------------- | --------- | --------------------------------- |
| Godzina: 20:30 |           | (0:0, 1:0, 1:1) |           | Sędzia główny: Sędziowie liniowi: |
| Godzina: 20:30 | min. kar  |                 | min. kar  | Sędzia główny: Sędziowie liniowi: |

| 7 kwietnia 2024 | Nowa Zelandia | 2 : 1 | Hongkong | Zeytinburnu Ice Rink, Stambuł |

| Szczegóły      | Szczegóły | Szczegóły       | Szczegóły | Szczegóły                         |
| -------------- | --------- | --------------- | --------- | --------------------------------- |
| Godzina: 13:00 |           | (0:0, 1:1, 1:0) |           | Sędzia główny: Sędziowie liniowi: |
| Godzina: 13:00 | min. kar  |                 | min. kar  | Sędzia główny: Sędziowie liniowi: |

| 7 kwietnia 2024 | Korea Północna | 2 : 1 pk. | Australia | Zeytinburnu Ice Rink, Stambuł |

| Szczegóły      | Szczegóły | Szczegóły                 | Szczegóły | Szczegóły                         |
| -------------- | --------- | ------------------------- | --------- | --------------------------------- |
| Godzina: 16:30 |           | (1:0, 0:1, 0:0, 0:0, 1:0) |           | Sędzia główny: Sędziowie liniowi: |
| Godzina: 16:30 | min. kar  |                           | min. kar  | Sędzia główny: Sędziowie liniowi: |

| 7 kwietnia 2024 | Południowa Afryka | 1 : 8 | Turcja | Zeytinburnu Ice Rink, Stambuł |

| Szczegóły      | Szczegóły | Szczegóły       | Szczegóły | Szczegóły                         |
| -------------- | --------- | --------------- | --------- | --------------------------------- |
| Godzina: 20:30 |           | (0:3, 0:2, 1:3) |           | Sędzia główny: Sędziowie liniowi: |
| Godzina: 20:30 | min. kar  |                 | min. kar  | Sędzia główny: Sędziowie liniowi: |

Tabela
| Lp. | Zespół            | M | Pkt | Z | Zd | Pd | P | G+ | G- | +/− |
| --- | ----------------- | - | --- | - | -- | -- | - | -- | -- | --- |
| 1   | Korea Północna    | 5 | 14  | 4 | 1  | 0  | 0 | 30 | 4  | +26 |
| 2   | Australia         | 5 | 13  | 4 | 0  | 1  | 0 | 31 | 4  | +27 |
| 3   | Hongkong          | 5 | 6   | 2 | 0  | 0  | 3 | 10 | 10 | 0   |
| 4   | Nowa Zelandia     | 5 | 6   | 2 | 0  | 0  | 3 | 18 | 12 | +6  |
| 5   | Turcja            | 5 | 6   | 2 | 0  | 0  | 3 | 13 | 17 | −4  |
| 6   | Południowa Afryka | 5 | 0   | 0 | 0  | 0  | 5 | 1  | 56 | −55 |

     = awans do Dywizji II, Grupy A

     = utrzymanie w Dywizji II, Grupie B

     = spadek do Dywizji III, Grupy A